# Masahiro Okamoto
Masahiro Okamoto (født 17. maj 1983) er en japansk fodboldspiller, som spiller for den japanske fodboldklub Ehime FC.